# Sōkon Matsumura
Sōkon Matsumura (jap. 松村宗棍 Matsumura Sōkon; 1797–1889) – twórca karate. 
Urodził się w Shuri (dzisiejsze Naha) na Okinawie, gdzie pod okiem Kanga Sakugawa trenował okinawską sztukę walki znaną jako "te". O samej sztuce niewiele wiadomo, ponieważ nie pozostały żadne zapiski opisujące tę sztukę. Mistrz Matsumura trenował także kung-fu podczas kilkuletniego pobytu w klasztorze Szaolin. Ćwiczył również pod okiem innego mistrza, chińskiego attaché wojskowego Kusanku.
Król archipelagu Ryūkyū przyznał Matsumurze tytuł "Bushi" jako uznanie za jego umiejętności i osiągnięcia w sztukach walki. 
W Książce pt.: "Karate-do" Gichina Funakoshiego, przedstawiony jako niezwyciężony i o "drapieżnym" spojrzeniu.
Sōkon Matsumura stworzył kata: gojushiho, naihanchi, seisan, chinto, passai dai. Kata naihanchi zostało później podzielone przez jego ucznia – Yasutsune Itosu – na trzy części: shodan, nidan, sandan.
Karate można uznać za efekt połączenia rdzennych okinawskich sztuk walki i chińskich sztuk wushu.